# Частичная геометрия
Пусть имеется структура инцидентности {\displaystyle C=(P,L,I)},  состоящая из точек  {\displaystyle P}, прямых {\displaystyle L} и флагов {\displaystyle I\subseteq P\times L}. Говорят, что точка {\displaystyle p} инцидентна прямой {\displaystyle l}, если {\displaystyle (p,l)\in I}. Структура называется конечной частичной геометрией, если существуют целые числа {\displaystyle s,t,\alpha \geq 1}, такие, что:
- Для любой пары различных точек {\displaystyle p} и {\displaystyle q} существует максимум одна прямая, инцидентная обеим точкам.
- Каждая прямая инцидентна {\displaystyle s+1} точкам.
- Каждая точка инцидентна {\displaystyle t+1} прямым.
- Если точка {\displaystyle p} и прямая {\displaystyle l} не инцидентны, существует в точности {\displaystyle \alpha } пар {\displaystyle (q,m)\in I}, таких, что {\displaystyle p} инцидентна  {\displaystyle m}, а {\displaystyle q} инцидентна {\displaystyle l}.

Частичная геометрия с этими параметрами обозначается {\displaystyle pg(s,t,\alpha )}.

## Свойства
- Число точек задаётся формулой {\displaystyle {\frac {(s+1)(st+\alpha )}{\alpha }}}, а число прямых  — формулой  {\displaystyle {\frac {(t+1)(st+\alpha )}{\alpha }}}.
- Точечный граф[1] структуры {\displaystyle pg(s,t,\alpha )} является сильно регулярным графом: {\displaystyle srg((s+1){\frac {(st+\alpha )}{\alpha }},s(t+1),s-1+t(\alpha -1),\alpha (t+1))}.
- Частичные геометрии двойственны — двойственной структурой для {\displaystyle pg(s,t,\alpha )} является просто структура {\displaystyle pg(t,s,\alpha )}.

## Частные случаи
- Обобщённые четырёхугольники — это в точности частичные геометрии {\displaystyle pg(s,t,\alpha )} с {\displaystyle \alpha =1}.
- Системы Штейнера  — это в точности частичные геометрии {\displaystyle pg(s,t,\alpha )} с {\displaystyle \alpha =s+1}.

## Обобщения
Частично линейное пространство {\displaystyle S=(P,L,I)} порядка  {\displaystyle s,t} называется получастичной геометрией, если существуют целые числа {\displaystyle \alpha \geq 1,\mu }, такие, что:
- Если точка {\displaystyle p} и прямая {\displaystyle \ell } не инцидентны, существует либо {\displaystyle 0}, либо в точности {\displaystyle \alpha } пар {\displaystyle (q,m)\in I}, таких, что {\displaystyle p} инцидентна {\displaystyle m} и {\displaystyle q} инцидентна {\displaystyle \ell }.
- Любая пара неколлинеарных точек имеет в точности {\displaystyle \mu } общих соседей.

Получастичная геометрия является частичной геометрией тогда и только тогда, когда {\displaystyle \mu =\alpha (t+1)}.
Легко показать, что граф коллинеарности такой геометрии строго регулярен с параметрами 
{\displaystyle (1+s(t+1)+s(t+1)t(s-\alpha +1)/\mu ,s(t+1),s-1+t(\alpha -1),\mu )}.
Хороший пример такой геометрии получается, если взять аффинные точки {\displaystyle PG(3,q^{2})} и только те прямые, которые пересекают плоскость на бесконечности в точке фиксированной подплоскости Бэра. Геометрия имеет параметры {\displaystyle (s,t,\alpha ,\mu )=(q^{2}-1,q^{2}+q,q,q(q+1))}.